# Saloinens kyrkby

Karta utvisande den nutida kommunen Brahestad och förutvarande kommuners gränser.

Saloinens kyrkby (finska: Saloisten kirkonkylä eller Salonkylä) är en stadsdel och före detta tätort och kyrkby i Brahestads stad (kommun) i landskapet Norra Österbotten i Finland. Till och med 1970 utgjorde Saloinens kyrkby en egen tätort belägen i dåvarande Saloinens kommun men ingår sedan dess i Brahestads centraltätort. Saloinens kommun inkorporerades i Brahestad 1 januari 1973.
I stadsdelen ligger Saloinens kyrka.

## Befolkningsutveckling
| Befolkningsutvecklingen i Saloinens kyrkby 1960–1970                                                   | Befolkningsutvecklingen i Saloinens kyrkby 1960–1970 | Befolkningsutvecklingen i Saloinens kyrkby 1960–1970 | Befolkningsutvecklingen i Saloinens kyrkby 1960–1970 | Befolkningsutvecklingen i Saloinens kyrkby 1960–1970 |
| --- | ---------------------------------------------------- | ---------------------------------------------------- | ---------------------------------------------------- | ---------------------------------------------------- |
| |                                                      |                                                      |                                                      |                                                      |
| År |                                                      |                                                      | Folkmängd                                            | Landareal (km²)                                      |
| 1960                                                                                                   | 1960                                                 |                                                      | 1 327                                                | 6,75                                                 |
| 1970                                                                                                   | 1970                                                 |                                                      | 2 330                                                | 6,75                                                 |
| Anm.: Tätorten i rapporterna benämnd Kyrkby (Saloinen). 1980 sammanvuxen med Brahestads centraltätort. |                                                      |                                                      |                                                      |                                                      |